# Homoschema
Homoschema es un género de escarabajos  de la familia Chrysomelidae. En 1950 Blake describió el género. Contiene las siguientes especies:
- Homoschema biscutatum Blanco & Duckett, 2001
- Homoschema blakeae Blanco & Duckett, 2001
- Homoschema cubensis Medvedev, 1993
- Homoschema furthi Blanco & Duckett, 2001
- Homoschema lineatum Blanco & Duckett, 2001
- Homoschema lingulatum Blanco & Duckett, 2001
- Homoschema pseudobuscki Blanco & Duckett, 2001
- Homoschema sasha Blanco & Duckett, 2001